# Arjan de Zeeuw
Adrianus "Arjan" de Zeeuw, född 16 april 1970 i Castricum, är en nederländsk före detta fotbollsspelare. 
De Zeeuw är 190 centimeter lång. 

## Klubbkarriär
Arjan de Zeeuw föddes i Castricum, Noord-Holland. Han började sin karriär vid Vitesse '22 i den nederländska amatörligan.,